# Stockum (Unna)
Stockum è una frazione del comune di Unna, nel land della Renania Settentrionale-Vestfalia, in Germania.
Già comune autonomo, fu incorporato a Unna il 1º gennaio 1968.
| Controllo di autorità | GND (DE) 4555828-0 |